# Das Beste, das Schönste, das Neueste
Das Beste, das Schönste, das Neueste ist das erste Kompilationsalbum des österreichischen Schlagersängers Freddy Quinn, das 1958 vom Musiklabel Polydor (Nummer 23 181; Nummer 23 481; Nummer 23 681) auf Schallplatte als Boxset in Deutschland veröffentlicht wurde. Die Herstellung erfolgte durch die Deutsche Grammophon GmbH. Die Veröffentlichung geschah unter der Rechtegesellschaft Bureau International de l’Edition Mecanique.

## Veröffentlichung
Das Album wurde mit einem Ringbuch zum Sammeln angeboten, in dem die drei Schallplatteninnenhüllen mit den Schallplatten eingeheftet waren. Es war eine Polydor-Sonderausgabe zu Ostern 1958.

## Schallplattenhülle
Auf der Außenseite des Sammelringbuchs ist ein Bild von Freddy Quinn und darunter sein Autogramm angebracht. Quinn trägt auf dem Bild ein weißes Hemd mit einer roten Krawatte mit weißen Mustern und ein beiges Sakko.

## Musik
Das Kompilationsalbum enthielt als Boxset die drei Singles Sie hieß Mary-Ann / Heimweh (1956), Einmal im Tampico / Ein armer Mulero (1957) und Der Legionär / Noch immer allein (1958).

## Titelliste
Das Album beinhaltet folgende sechs Titel:
1. Sie hieß Mary-Ann (Sixteen Tons)
2. Heimweh (Dort, wo die Blumen blüh’n) (Memories Are Made Of This)
3. Einmal in Tampico
4. Ein armer Mulero
5. Der Legionär
6. Noch immer allein